# Kardinaalsmantel
De kardinaalsmantel (Argynnis pandora) is een vlinder uit de familie Nymphalidae, de vossen, parelmoervlinders en weerschijnvlinders.
De vlinder komt in Zuid-Europa algemeen voor op droge graslanden en steppe. De vliegtijd is van mei tot en met augustus.
Waardplanten van de kardinaalsmantelrups zijn planten uit het geslacht viooltje. De vlinder heeft als voedselplant planten met veel nectar zoals de verschillende distelsoorten.